# تويشرن
تويشرن (بالألمانية: Teuchern) هي بلدة ألمانية تقع في ألمانيا في ساكسونيا أنهالت. يقدر عدد سكانها بـ 3,544 نسمة .

## المدن التوأمة
مدينة بركن (هسن) هي مدينة توأمة لـتويشرن.